# Kevin Roche

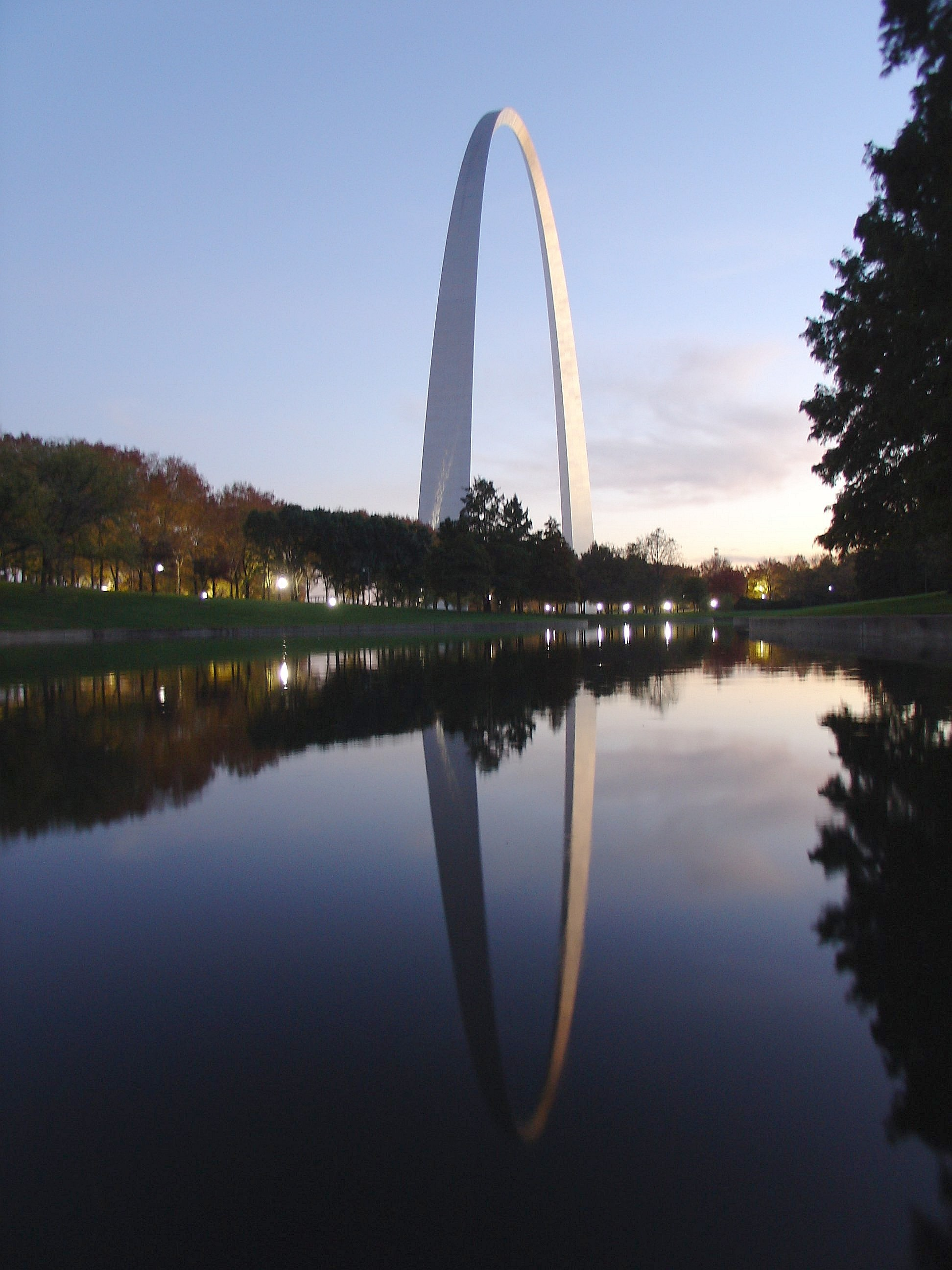
Gateway Arch in St. Louis (Missouri): Saarinen, fertiggestellt von Roche und Dinkeloo (1961-1966)

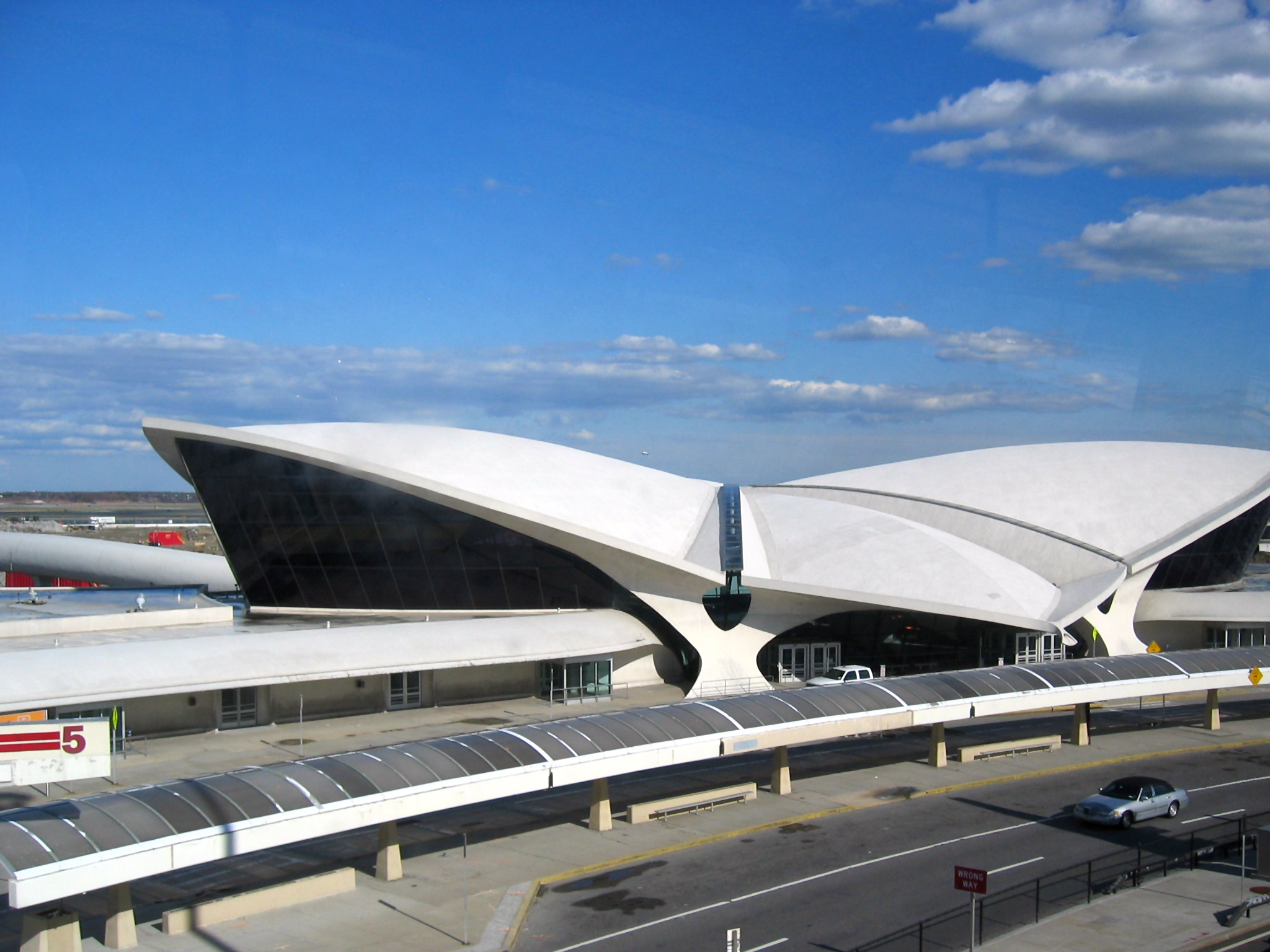
TWA – Terminal Lotnisko Międzynarodowe JFK: Saarinen, Roche i Dinkeloo (1956–1962)

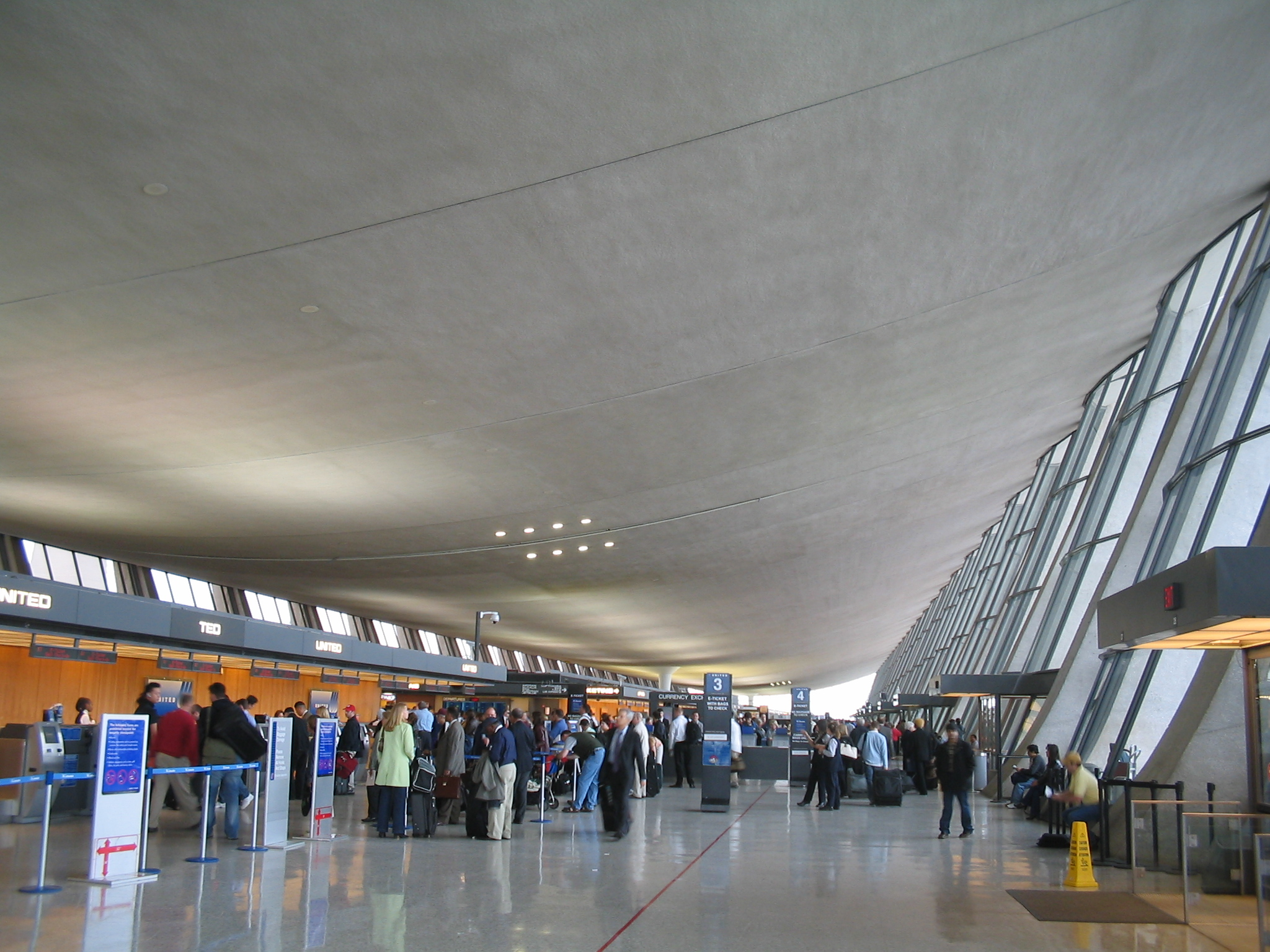
Lotnisko Międzynarodowe Dulles: Saarinen, Roche i Dinkeloo (1958–1962)

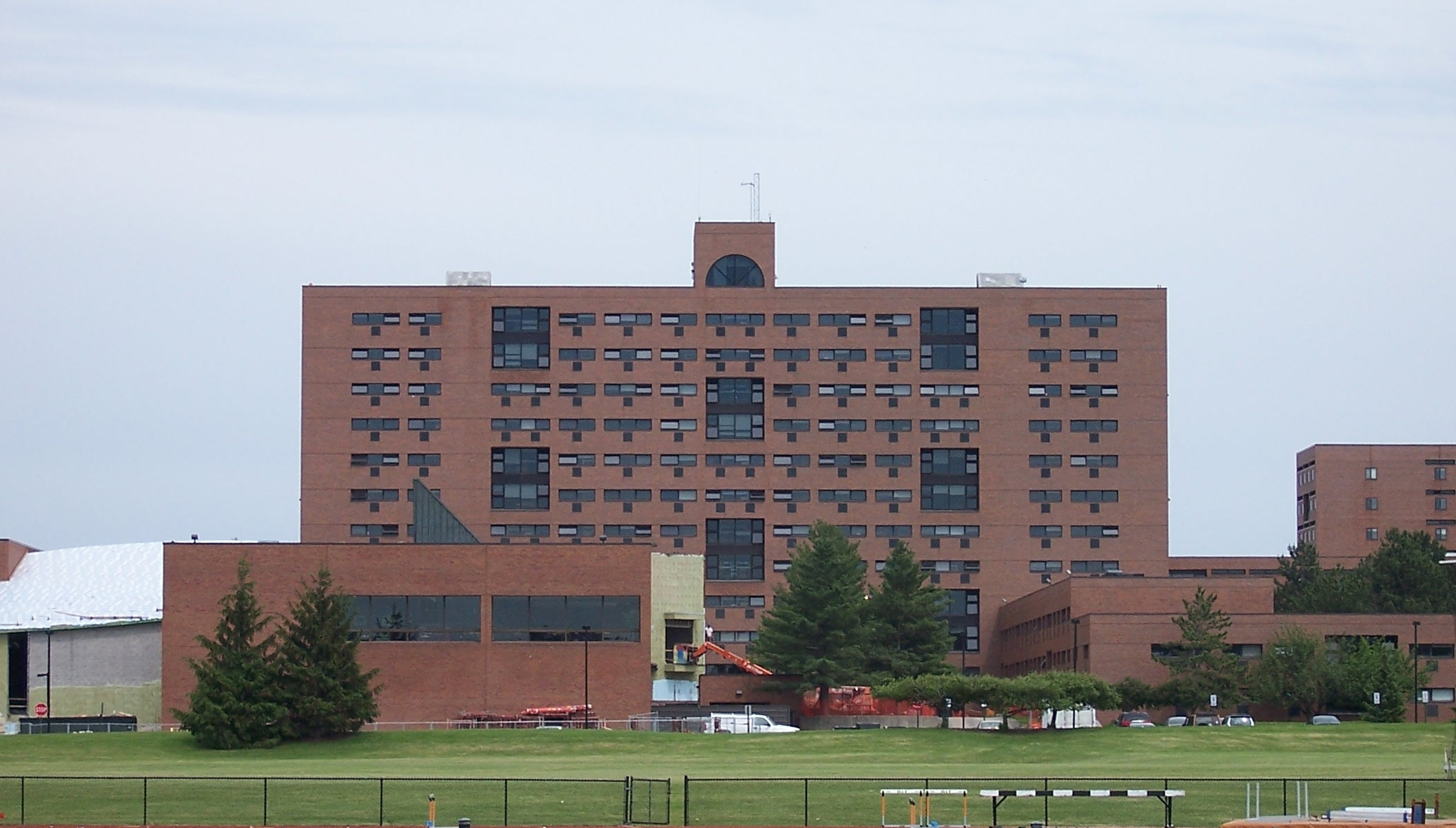
Beteiligung von Roche: Mark Ellingson Hall na Rochester Institute of Technology (1968)

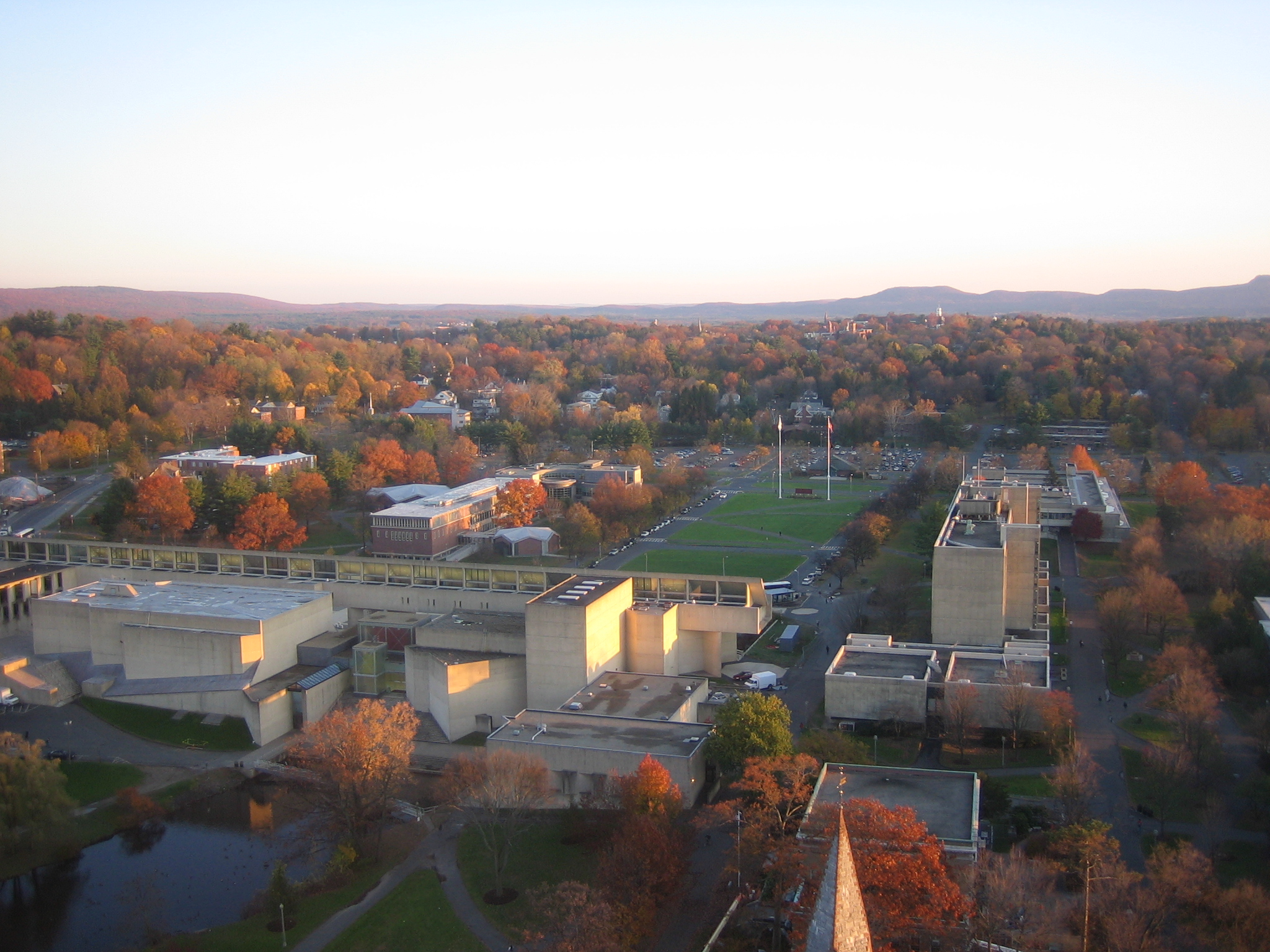
Fine Arts Center (links, Rückansicht) na University of Massachusetts Amherst (1968–1974)

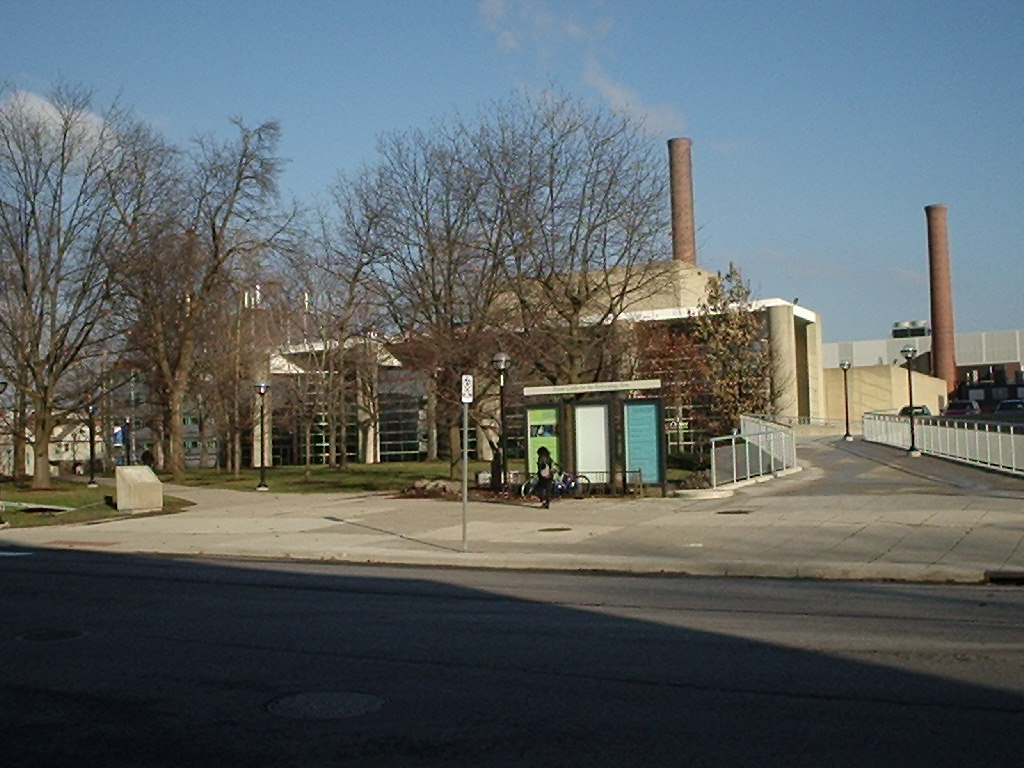
Power Center for the Performing Arts, University of Michigan (1969–1981)

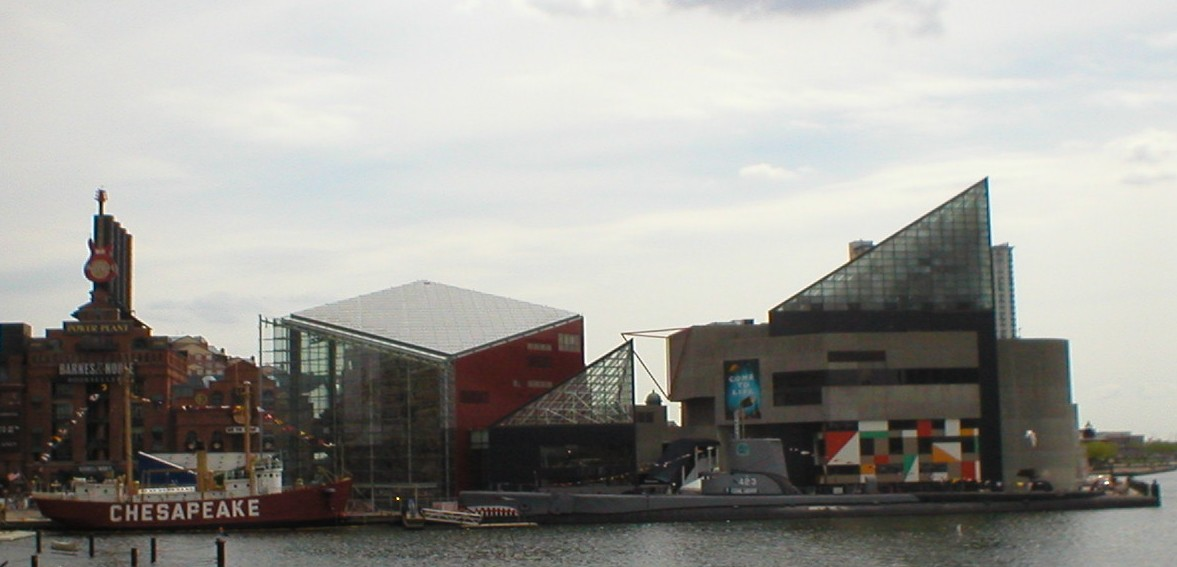
Narodowe Akwarium w Baltimore (1981)

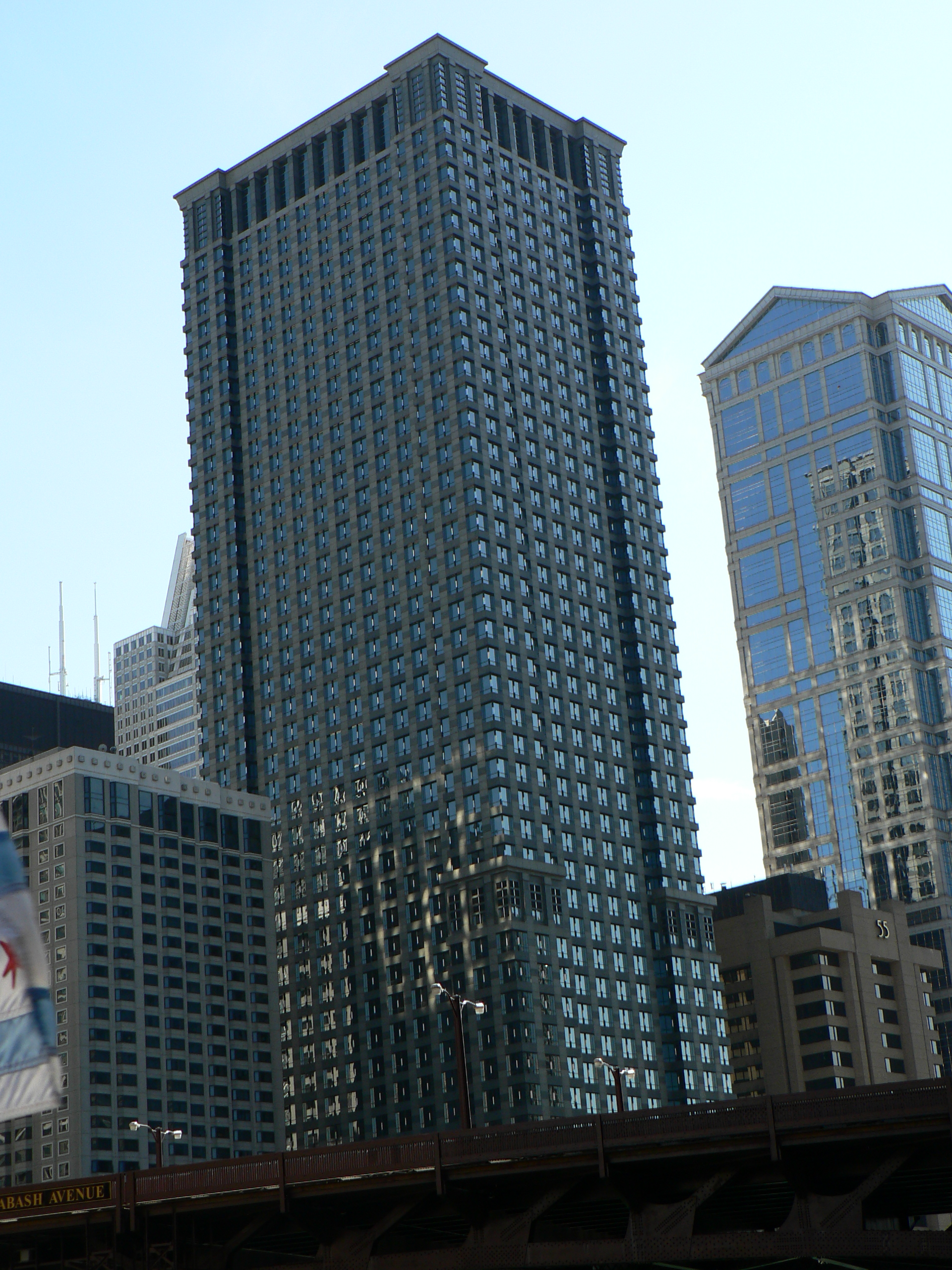
Budynek Leo, Chicago (1989)

Eamonn Kevin Roche (ur. 14 czerwca 1922 w Dublinie, zm. 1 marca 2019 w Guilford, USA) – amerykańsko-irlandzki architekt, laureat Nagrody Pritzkera w 1982.

## Młodość
Roche studiował do 1945 architekturę na Narodowym Uniwersytecie Irlandzkim w Dublinie i uzyskał tytuł bakałarza. W 1948 wyemigrował do USA i studiował tam na Illinois Institute of Technology u Miesa van der Rohe, po czym pracował w biurze Eero Saarinena. Po jego śmieci w 1961 Roche dokończył realizację kilku budynków Saarinena, m.in. tak znanych jak Łuk w St. Louis (Gateway Arch), ekspresjonizujący terminal linii lotniczych TWA na Lotnisku im. Kennedy'ego w Nowym Jorku, Dulles International Airport koło Waszyngtonu, czy silnie modernistyczne biurowce firm John Deere w Moline i CBS w Nowym Jorku.

## Kariera
W 1964 Roche uzyskał obywatelstwo USA, a w 1966 założył wspólne biuro z inżynierem budowlanym Johnem Dinkeloo. Pierwszym dużym własnym zleceniem Rochego było Oakland Museum of California – kompleks trzech budynków muzealnych, tarasów i ogrodów dachowych. Dinkeloo zmarł w 1981.

## Śmierć
Zmarł 1 marca 2019 w wieku 96 lat w swoim domu w Guilford.

## Wybrane dzieła
- National Aquarium w Baltimore
- Quincy Market w Bostonie
- gmach Fundacji Forda w Nowym Jorku, 1963–1968 – wewnątrz atrium przechodzące przez 12 kondygnacji
- poczta w Columbus, 1969
- hotel United Nations Plaza w Nowym Jorku, 1969–1975
- centrum sztuki teatralnej na Uniwersytecie Michigan, Ann Arbor, 1981
- wiele budynków kampusu Rochester Institute of Technology w Rochester